# Coupe des clubs champions africains 1996
Navigation
Édition précédente Édition suivante
La Coupe des clubs champions africains 1996 est la 32e édition de la Coupe des clubs champions africains. Le club vainqueur de la compétition est désigné champion d'Afrique des clubs 1996.

## Tour préliminaire
| Équipe 1              | Résultat | Équipe 2             | Aller | Retour |
| --------------------- | -------- | -------------------- | ----- | ------ |
| Fobar                 | 1 - 2    | Mbabane Highlanders  | 0 - 0 | 1 - 2  |
| Express FC            | 2 - 3    | Sunrise Flacq United | 1 - 0 | 1 - 3  |
| Young Africans FC     | 1 - 3    | APR FC               | 1 - 0 | 0 - 3  |
| Township Rollers      | 2 - 5    | Black Africa FC      | 2 - 1 | 0 - 4  |
| Saint-George SC       | E2 - 2   | Sunshine FC          | 1 - 0 | 1 - 2  |
| Postel 2000           | 3 - 1    | AS Cheminots         | 2 - 0 | 1 - 1  |
| CS Saint-Denis        | 10 - 1   | Majantja FC          | 7 - 0 | 3 - 1  |
| forfait Toffa         | -        | Mighty Barrolle      | 0 - 0 | -      |
| forfait Forces Armées | -        | Fantastique          | 0 - 4 | -      |
| Boavista FC           | -        | ASC SONALEC forfait  | -     | -      |

## Premier tour
| Équipe 1              | Résultat | Équipe 2                | Aller | Retour |
| --------------------- | -------- | ----------------------- | ----- | ------ |
| COD Meknès            | E2 - 2   | AC Semassi              | 1 - 0 | 1 - 2  |
| ASFA Yennenga         | 2 - 5    | Obuasi Goldfields       | 1 - 4 | 1 - 1  |
| JS Kabylie            | 4 - 1    | FC Boavista             | 2 - 0 | 2 - 1  |
| ASEC Mimosas          | 5 - 0    | Postel 2000             | 4 - 0 | 1 - 0  |
| ASC Diaraf            | E1 - 1   | AS Kaloum Star          | 0 - 0 | 1 - 1  |
| Shooting Stars SC     | 5 - 2    | AS Mangasport           | 4 - 0 | 1 - 2  |
| Dynamos FC            | 2 - 0    | Gor Mahia FC            | 1 - 0 | 1 - 0  |
| Mufulira Wanderers FC | 4 - 0    | Mbabane Highlanders     | 3 - 0 | 1 - 0  |
| Orlando Pirates FC    | 4 - 3    | CS Saint-Denis          | 2 - 0 | 2 - 3  |
| Zamalek SC            | 4 - 3    | Sunrise Flacq United    | 3 - 1 | 1 - 2  |
| AS Bantous            | 1 - 2    | APR FC                  | 1 - 0 | 0 - 2  |
| Petro Atlético        | 3 - 1    | Black Africa FC         | 2 - 0 | 1 - 1  |
| Al Hilal              | 0 - 1    | Saint-George SA         | 0 - 0 | 0 - 1  |
| CS sfaxien            | -        | Mighty Barrolle forfait | -     | -      |
| Desportivo Maputo     | -        | Cape Town Spurs forfait | -     | -      |
| forfait RC Bafoussam  | -        | Fantastique             | 1 - 1 | -      |

## Deuxième tour
| Équipe 1              | Résultat | Équipe 2                  | Aller | Retour |
| --------------------- | -------- | ------------------------- | ----- | ------ |
| CS sfaxien            | 3 - 1    | Saint-George SA           | 3 - 0 | 0 - 1  |
| COD Meknès            | 1 - 0    | Obuasi Goldfields         | 1 - 0 | 0 - 0  |
| JS Kabylie            | 1 - 0    | Fantastique               | 0 - 0 | 1 - 0  |
| ASEC Mimosas          | 1 - 1E   | ASC Diaraf                | 1 - 1 | 0 - 0  |
| Shooting Stars SC     | 6 - 4    | Dynamos FC                | 5 - 1 | 1 - 3  |
| Mufulira Wanderers FC | 1 - 2    | Orlando Pirates FC        | 1 - 1 | 0 - 1  |
| Zamalek SC            | -        | Desportivo Maputo forfait | -     | -      |
| APR FC                | 2 - 3    | Petro Atlético            | 2 - 0 | 0 - 3  |

## Quarts de finale
| Équipe 1           | Résultat       | Équipe 2          | Aller | Retour |
| ------------------ | -------------- | ----------------- | ----- | ------ |
| Orlando Pirates FC | 1 - 1 3 - 4tab | Shooting Stars SC | 1 - 0 | 0 - 1  |
| Petro Atlético     | 1 - 2          | JS Kabylie        | 1 - 1 | 0 - 1  |
| Zamalek SC         | 4 - 2          | COD Meknès        | 2 - 0 | 2 - 2  |
| CS sfaxien         | 6 - 3          | ASC Diaraf        | 5 - 0 | 1 - 3  |

## Demi-finales
| Équipe 1   | Résultat       | Équipe 2          | Aller | Retour |
| ---------- | -------------- | ----------------- | ----- | ------ |
| JS Kabylie | 1 - 2          | Shooting Stars SC | 1 - 1 | 0 - 1  |
| CS sfaxien | 1 - 1 3 - 4tab | Zamalek SC        | 1 - 0 | 0 - 1  |

## Finale
| Aller            | Shooting Stars SC          | 2 - 1 | Zamalek SC  | Lekan Salami Stadium, Ibadan                |                                             |
| 30 novembre 1996 | Patrick 34e · Babalade 63e |       | 89e Mostafa | Spectateurs : 30 000 Arbitrage : Ian McLeod | Spectateurs : 30 000 Arbitrage : Ian McLeod |

| Retour           | Zamalek SC                                              | 2 - 1             | Shooting Stars SC | Stade international, Le Caire |  |
| 13 décembre 1996 | Abdel-Hady · Mansour                                    |                   | ?                 |                               |  |
| 13 décembre 1996 | Gamal · El-Sheshini · Mansour · El-Kass · Kasem · Nabih | Tirs au but 5 - 4 |                   |                               |  |

## Vainqueur
| Coupe des clubs champions africains Vainqueur 1996 |
| -------------------------------------------------- |
| Zamalek SC Quatrième titre                         |